# Daniel Bardet
Pour les articles homonymes, voir Bardet.
Daniel Bardet, né le 28 février 1943 à Gisors et mort le 23 avril 2022 à Clichy, est un scénariste de bande dessinée français.

## Biographie
Daniel Bardet exerce pendant environ quinze ans dans le domaine de la hi-fi. Intéressé par l'histoire, il commence sa carrière de scénariste à partir de 1982. Circus et Vécu (1986) pré-publient Les Chemins de Malefosse sur un dessin de François Dermaut. L'intrigue, « réaliste », se déroule sur fond des guerres de religion  à la fin du XVIe siècle. D'après Historia, « cette grande fresque historique est unanimement considérée comme l'un des modèles du genre ».
Bardet collabore également avec Patrick Jusseaume pour lancer Chronique de la maison Le Quéant en 1985. Puis, avec Erik Arnoux au dessin, il scénarise Timon des Blés. Il poursuit avec de courts récits dans les années 1987-1989, confiant la mise en images à des auteurs variés. Ces travaux paraissent en 1989 dans un recueil intitulé La Révolution enfin ! (année du bicentenaire de la Révolution française). À partir de 1990, le scénariste écrit la série Le Boche avec les frères Stalner au dessin. Toujours avec Jean-Marc Stalner, Bardet entreprend la série Le Maître de pierre. En 1996 débute la série Nordman. En 1998, avec d'abord Éric Chabbert puis Michel Janvier, il démarre Docteur Monge. En 2006, Bardet adapte le classique de la littérature française : Les Misérables, avec l'illustrateur Bernard Capo et une mise en couleurs d'Arnaud Boutle. Les planches originales sont exposées en 2012 au musée Victor-Hugo. En 2008, le scénariste poursuit dans cette veine avec Madame Bovary en bande dessinée, sur un dessin de Michel Janvier. Le Figaro trouve l'initiative intéressante et assez réussie. Bardet a aussi adapté en 2010, sur des dessins de Rachid Nawa, les Contes des mille et une nuits.
Daniel Bardet meurt à 79 ans la nuit du 22 au 23 avril 2022,, à Clichy.

## Œuvre

### Albums
- Le Boche, Glénat - Grafica

1. L'Enfant de paille, dessins de Jean-Marc Stalner (1990)
2. Zigzags, dessins d'Éric Stalner (1991)
3. Entre la chair et l'os, dessins d'Éric Stalner (1992)
4. Le Cheval bleu, dessins de Jean-Marc Stalner (1993)
5. Dans la peau d'un neutre, dessins d'Éric Stalner (1994)
6. Nuit de Chine…, dessins d'Éric Stalner (1995)
7. La Route mandarine, dessins de Stéphane Boutel (2000)
8. La Fée brune, dessins de Stéphane Boutel (2001)
9. L'Affaire Sirben, dessins de Stéphane Boutel (2002)

- Bossuet - L'Aigle de Meaux, dessins de Jean-Christophe Vergne, Grafouniages Éditions, 2004
- Cadmos (Sauvegarde et diffusion du patrimoine littéraire mondial)

1. Les Contes des mille et une nuits, dessins de Rachid Nawa, Adonis, collection Romans de toujours

- Les Chemins de Malefosse, dessins de François Dermaut (tomes 1 à 12), puis de Brice Goepfert, Glénat, collection Vécu

1. Le Diable noir (1983)
2. L'Attentement (1984)
3. La Vallée de Misère (1986)
4. Face de Suie (1987)
5. L'Or blanc (1988)
6. Tschäggättä (1991)
7. La Vierge (1993)
8. L'Herbe d'oubli (1995)
9. La Plume de fer (1997)
10. La Main gauche de Dieu (2000)
11. Le Feu sur l'eau ([2002)
12. La Part du Diable (2004)
13. Quiconque meurt… (2005)
14. Franc-routier (2006)
15. Margot ! (2007)
16. Sacrale (2007)
17. Les 7 Dormants (2008)
18. Le Téméraire (2009)
19. Rouge Feu (2011)
20. Quartus (2012)

- Chronique de la maison Le Quéant, dessins de Patrick Jusseaume (tomes 1 à 6), puis de Bernard Puchulu, Glénat - Vécu

1. Le Pain enragé (1985)
2. Les Quarante-Huitards  1986)
3. Les Fils du Chélif (1987)
4. Leïla (1988)
5. Les Portes d'Alger (1989)
6. Rubicon (1991)
7. Cœur aventureux (1997)

- Docteur Monge, dessins d'Éric Chabbert (tomes 1 à 5) puis de Michel Janvier, Glénat - Bulle noire

1. Hermine (1998)
2. La Chapelle blanche (1999)
3. La Mort au ventre (2000)
4. Le Cygne d'argent (2001)
5. Les Chiens rouges (2002)
6. La Part d'ombre (2006)

- Extrême Frontière, dessins de Fabien Lacaf, Dargaud - Long Courrier, 1997
- Les Faiseurs de nuées, E.R.C Boulon

1. Les Faiseurs de nuées, dessins de Jean-Marc Stalner (1998)
2. Contes et Légendes de la Nièvre et du Morvan, dessins de Jean-Marc Stalner, Florence Magnin, René Hausman, Cromwell, Bruno Ghys, Jean Perrin (1998)

- Les Incontournables de la littérature en BD, Glénat

8. Les Contes des mille et une nuits, dessins de Rachid Nawa, 2010
12. Les Misérables 1, dessins de Bernard Capo et Jean-Yves Delitte, 2010
13. les Misérables 2, dessins de Bernard Capo et Jean-Yves Delitte, 2010
29. Madame Bovary, dessins de Michel Janvier et Yolaine Vallet, 2010
- Le Maître de pierre, dessins de Jean-Marc Stalner, Dargaud

1. Colin Tranchant (2001)[9]
2. La Chaise du diable (2003)
3. La Dame de Ligugé (2004)
4. Cœur de Bourges (2006)

- Nordman - Les Vikings en Normandie, dessins d'Éric Stalner, Glénat, collection Vécu, 1996
- Objectif citoyen - Le parcours de citoyenneté, dessins collectifs, Glénat, 2005
- Le Parfum des cèdres, dessins d'Élie Klimos, Glénat, collection vécu

1. Le Sang d'Adonis (1997)

- La Révolution enfin !, dessins collectifs, Glénat, 1989
- 1602 L'Escalade - Sauvez Genève !, dessins de Rachid Nawa, Glénat Suisse
- Le Temps des châteaux, Éditions de l'Arbre à images

2. Le Château d'Usse, dessins de Claude Poppé (1985)
- Timon des Blés, dessins d'Erik Arnoux (tomes 1 à 4) puis d'Élie Klimos, Glénat, collection Vécu

1. Le Rêve d'Amérique (1986)
2. Les Insurgents (1988)
3. L'Habit rouge (1989)
4. Les Manteaux noirs (1991)
5. La mouette (1992)
6. Patriote (1993)
7. Le Mont-Libre (1994)
8. Le P'tit Roi (1995)

- La Traque, dessins de Fabien Lacaf, Glénat, collection Vécu

1. Grignan (2002)